# ترمو فیشر
ترمو فیشر ساینتیفیک (انگلیسی: Thermo Fisher) شرکت تولید تجهیزات آزمایشگاهی (مانند مایکروسکوپ الکترونی) آمریکایی است، که در سال ۱۹۵۶ تأسیس شد.